# Arthur McCabe

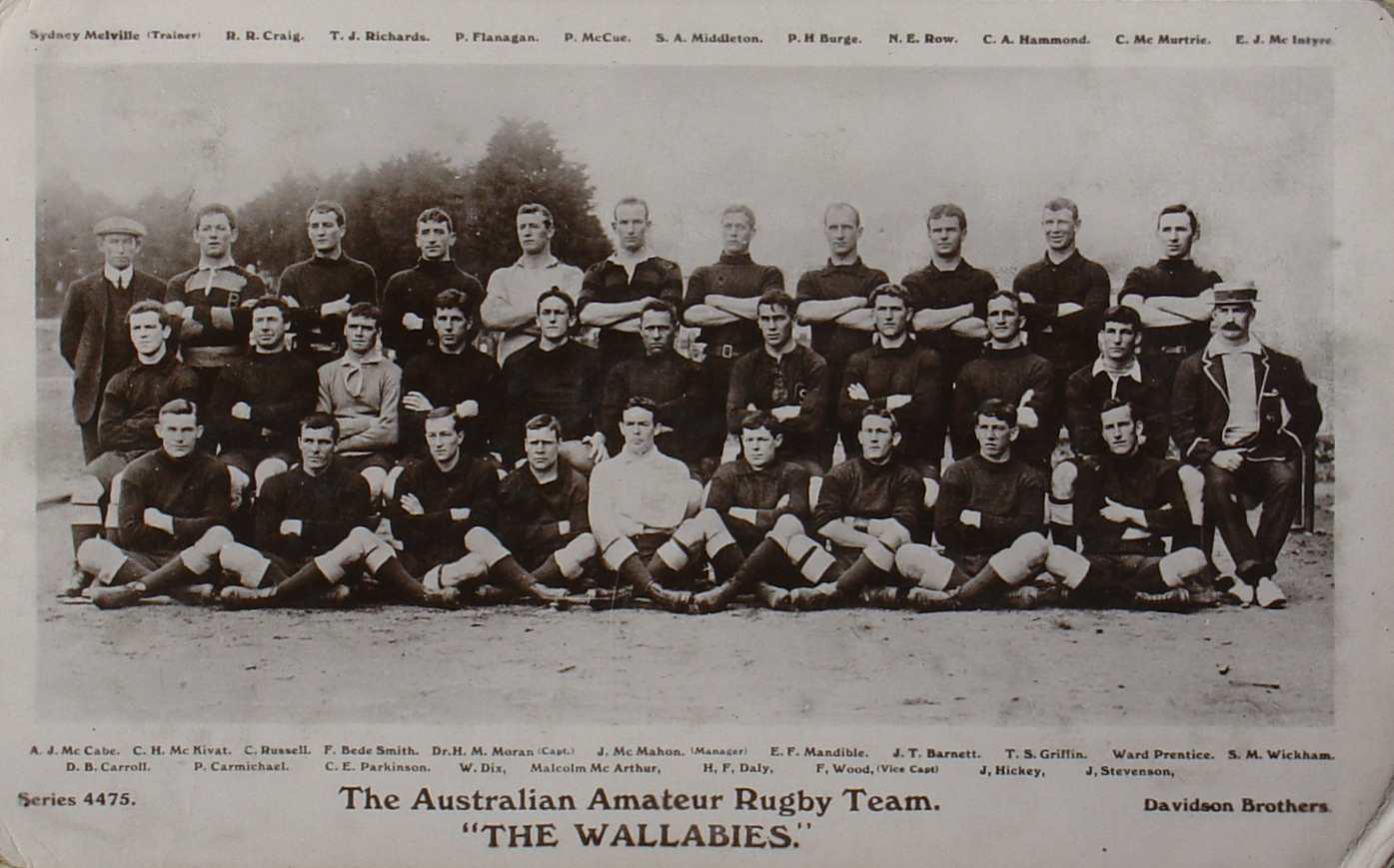
Wallabies z 1908 roku

Arthur John Michael McCabe (ur. 1 lipca 1887 w Tamworth, zm. 1 maja 1924 w Sydney) – australijski rugbysta podczas kariery występujący w obu odmianach tego sportu, olimpijczyk, zdobywca złotego medalu w turnieju rugby union na Letnich Igrzyskach Olimpijskich w 1908 roku w Londynie.

## Kariera sportowa

### Rugby union
W trakcie kariery sportowej związany był z klubem South Sydney Rugby Union Club, a także został wybrany do stanowej drużyny Nowej Południowej Walii, w której rozegrał 5 spotkań.
W latach 1908–1909 wziął udział w pierwszym w historii tournée reprezentacji Australii do Europy i Ameryki Północnej. Zagrał w odbywającym się wówczas turnieju rugby union na Letnich Igrzyskach Olimpijskich 1908. W rozegranym 26 października 1908 roku na White City Stadium spotkaniu Australijczycy występujący w barwach Australazji pokonali Brytyjczyków 32–3. Jako że był to jedyny mecz rozegrany podczas tych zawodów, oznaczało to zdobycie złotego medalu przez zawodników z Australazji.
Jedyny występ w testmeczu w australijskiej kadrze zaliczył 9 stycznia 1909 roku przeciwko Anglii.

### Rugby league
Po powrocie z północnej półkuli wraz z trzynastoma innymi zawodnikami porzucił status amatora i związał się z zawodową rugby league. Występował w rozgrywkach New South Wales Rugby League z drużyną South Sydney Rabbitohs w latach 1910–1914, w sezonie 1910 zdobywając najwięcej przyłożeń, a w roku 1910 został wybrany do reprezentacji stanu, w której rozegrał 2 spotkania.